# Фільтр-прес рамний

Схема рамного фільтр-преса: 1 — упорна плита; 2 — рама; 3 — плита; 4 — фільтрувальна тканина; 5 — рухома кінцева плита; 6 — горизонтальна напрямна; 7 — затискний гвинт; 8 — станина; 9 — жолоб для збору фільтрату або промивної рідини

Фільтр-прес рамний — різновид фільтр-преса.
Порожня рама фільтр-преса поміщається між двома плитами, утворюючи камеру 4 для осаду. Отвори 1 і 2 в плитах і рамах збігаються, утворюючи канали для проходу відповідно суспензії і промивної води. Між плитами і рамами поміщають фільтрувальні перегородки («серветки»), отвори в яких збігаються з отворами в плитах і рамах. Стиснення плит і рам здійснюється за допомогою гвинтового або гідравлічного затискачів. Суспензія під тиском нагнітається по каналу 1 і відводів 3 в порожній простір (камеру) всередині рам. Рідка фаза суспензії проходить через фільтрувальні перегородки 5, по жолобках рифлень 6 рухається до каналів 7 і далі в канали 8, які відкриті на стадії фільтрування у всіх плит.
Коли простір (камера) 4 заповниться осадом, подачу суспензії припиняють, і починається промивання осаду. В стадії промивки по бічних каналах 2 подають промивну рідину, яка омиває осад і фільтрувальні перегородки і виводиться через крани 9. Після закінчення промивання осад продувають стисненим повітрям і потім розсовують плити і рами. Осад частково падає в збірник, встановлений під фільтром, а частина осаду, що залишилася, вивантажується вручну. Серветки при необхідності замінюють.